# Kielmeyera lathrophyton
Kielmeyera lathrophyton é uma árvore endêmica do Brasil conhecida pelo nome popular de pau-santo e pau-santo-da-terra.

## Morfologia
A Kielmeyera lathrophyton apresenta altura média de nove metros; casca rugosa com fendas irregulares; copa rala e arredondada;  tronco geralmente tortuoso com diâmetro médio de quarenta centímetros; folhas simples, glabras em ambas as faces, alternas espiraladas, peninervadas, nervura central amarelada e protuberante na face inferior, coriáceas, margens inteiras, catorze centímetros de tamanho médio sobre pecíolo glabro, de tamanho médio de seis centímetros, inflorescência com poucas flores brancas e grandes; frutos, glabros, trilobados, em cápsulas, deiscentes, com tamanho médio de dezesseis centímetros, com sementes profusas, aladas de tamanho médio de seis centímetros.

## Distribuição geográfica
A Kielmeyera lathrophyton distribui-se nos estados: Bahia, Goiás, Distrito Federal, Minas Gerais e São Paulo nos biomas: Caatinga, Cerrado e Mata Atlântica nas vegetações do tipo Cerrado (lato sensu), Mata Ciliar ou Floresta de Galeria.

## Madeira
Sua madeira apresenta densidade de 670 kg/m³, que é considerado uma densidade ligeiramente alta. A madeira é macia, de baixa durabilidade, de resistência mediana, de textura média, grã direita.

## Ecologia
Seu Período de floração é de setembro a dezembro, seus frutos amadurecem de agosto a setembro.
Planta heliófita, perenifôlia e xerófita seletiva.